# Racing Club de Avellaneda
Der Racing Club – auch manchmal Racing Club de Avellaneda, deutsch vormals oft Racing Buenos Aires – ist ein Fußballverein aus Avellaneda, einem Industrievorort der argentinischen Hauptstadt in der Provinz Buenos Aires. Seine erste große Zeit hatte der Klub zwischen 1913 und 1925, als er neunmal Landesmeister wurde. Zwischen 1949 und 1966 kamen weitere sechs Meistertitel hinzu. International trat Racing 1967 mit dem Gewinn der Copa Libertadores und des Weltpokals ins Rampenlicht. Nach dieser Zeit wurde Racing in den Jahren 2001, 2014 und 2019 argentinischer Meister. Im Jahr 2024 gewann der Verein die Copa Sudamericana.

## Geschichte

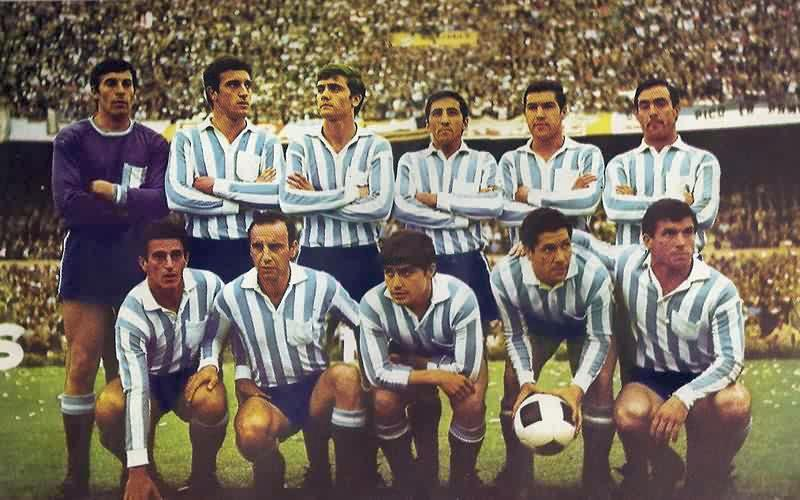
Racing Club vor dem Weltpokalfinale 1967 gegen Celtic: Parados: Cejas, Basile, Perfumo, Martín, Chabay, Rulli. Vorne: Cardoso, Maschio, Cárdenas, Rodríguez, Raffo.

Der Racing Club wurde am 25. März 1903 gegründet. In der Zeit vor Einführung der argentinischen Profiliga dominierte Racing das Spielgeschehen und gewann zwischen 1913 und 1919 sieben Meisterschaften in Serie. Zwei weitere Titel folgten 1921 und 1925. Der erste Meistertitel der 1930 eingeführten Profiliga wurde 1949 gewonnen. Bis 1966 kamen noch 5 weitere Titel dazu.
Die Meisterschaft von 1966 qualifizierte Racing erstmals für die Copa Libertadores. Dort erreichte der Klub das Finale, wo Racing nach zwei torlosen Unentschieden gegen den uruguayischen Spitzenverein Nacional aus Montevideo schließlich mit einem 2:1-Erfolg im Entscheidungsspiel in Estadio Nacional von Santiago de Chile als zweiter argentinischer Verein nach dem Lokalrivalen CA Independiente, der den Titel bereits 1964 und 1965 gewinnen konnte, die Trophäe gewann. Nachdem Independiente in den Finalspielen um den Weltpokal aber jeweils Inter Mailand unterlag, gelang es der Mannschaft von Trainer Juan José Pizzuti nach einem 0:1 in Glasgow und einem 2:1-Sieg im Rückspiel mit einem 1:0-Erfolg durch ein Tor von Juan Carlos Cárdenas in der 55. Minute im hart geführten – insgesamt fünf Feldverweise – Entscheidungsspiel in Montevideo gegen Celtic Glasgow aus Schottland als erstem argentinischen Verein auch diesen Pokal ins Land zu holen. In der Copa Libertadores 1968 konnte Racing Club den Titel nicht verteidigen und schied im Halbfinale gegen den Landesrivalen Estudiantes de La Plata trotz des 2:0-Hinspielerfolgs noch aus.
Danach folgte eine längere Durststrecke. 1983 musste La Academia, wie der Verein auch genannt wird, in die Primera B absteigen und blieb dort bis 1985. 1988 gewann Racing Club den erstmals ausgetragenen Pokal Supercopa Sudamericana, an dem alle bisherigen 13 Sieger der Copa Libertadores teilnahmen. Nach Siegen über den FC Santos und River Plate konnte sich Racing im Finale mit 2:1 und 1:1 gegen Cruzeiro Belo Horizonte durchsetzen. Dadurch vertrat der Klub Südamerika bei der Supercopa Interamericana gegen den mittelamerikanischen Vertreter CS Herediano aus Costa Rica. Mit 3:0 nach Verlängerung konnte Racing Club den einmalig ausgetragenen Wettbewerb gewinnen. Durch Misswirtschaft in den Folgejahren ging Racing Club 1999 Konkurs, aber seine Unterstützer konnten den Verein retten. Racing ist seither der erste argentinische Verein, der als Kapitalgesellschaft operiert.
In der Apertura 2001 gewann Racing erstmals nach 35 Jahren wieder die argentinische Meisterschaft. 2012 gelang es dem Team bis ins Finale der Copa Argentina einzuziehen, wo Racing allerdings den Boca Juniors mit 1:2 unterlag. Nur wenige Tage nach der Verpflichtung vom neuen Trainer Diego Cocca am 10. Juni 2014 konnte auch Vereinsikone Diego Milito, mit dem Racing die Meisterschaft 2001 gewann, von Inter Mailand zurückgeholt werden. Im Dezember 2014 konnte Racing Club mit einem 1:0-Erfolg über Godoy Cruz seine insgesamt 17. Meisterschaft feiern. In der Saison 2018/19 wurde der Klub erneut Meister, diesmal vier Punkte vorm Tabellenzweiten Defensa y Justicia.
Im November 2024 gewann Racing die Copa Sudamericana. Das 3:1 gegen den Cruzeiro EC aus Brasilien bedeutete der erste internationale Titel seit 36 Jahren für Racing. Ende Februar 2025 konnte der Botafogo FR aus Rio de Janeiro in beiden Spielen um die Recopa Sudamericana 2025 mit jeweils 2:0 geschlagen werden.

## Stadion
Das Heimstadion des Racing Clubs ist das 1950 eröffnete Estadio Presidente Perón (auch bekannt als El Cilindro – „der Zylinder“) mit einer Kapazität von 51.389 Plätzen.

## Trivia
Einer Legende zufolge sollen Anhänger des Lokalrivalen CA Independiente nach dem Titelgewinn Racings im Jahr 1967 sieben schwarze Katzen im Estadio Presidente Perón vergraben haben, um ihren Gegner zu verfluchen. Es folgte eine lange Durststrecke ohne Titel, bis es 2001 bei einer groß angelegten Suchaktion gelungen sein soll, den letzten Kadaver ausfindig zu machen. Im selben Jahr wurde Racing erstmals wieder Meister.

## Erfolge
- Weltpokal (1 ×): 1967
- Copa Libertadores (1 ×): 1967
- Supercopa Sudamericana (1 ×): 1988
- Copa Sudamericana (1 ×): 2024
- Recopa Sudamericana (1 ×): 2025
- Copa Aldao (2 ×): 1917, 1918
- Copa de Honor Cousenier (1 ×): 1913
- Argentinischer Meister (18 ×): 1913, 1914, 1915, 1916, 1917, 1918, 1919, 1921, 1925, 1949, 1950, 1951, 1958, 1961, 1966, 2001, 2014, 2019
- Copa Dr. Carlos Ibarguren (5 ×): 1913, 1914, 1916, 1917, 1918
- Copa de Honor Municipalidad de Buenos Aires (4 ×): 1912, 1913, 1915, 1917
- Copa de Honor Beccar Varela (1 ×): 1932
- Copa de Competencia (1 ×): 1933
- Copa de Competencia Británica (1 ×): 1945
- Trofeo de Campeones (2 ×): 2019, 2022
- Supercopa Argentina (1 ×): 2022

## Bekannte ehemalige Spieler
| - Antonio Angelillo - Alfio Basile - Martín Cardetti - Ricardo Centurión - Ubaldo Fillol | - Enrique Guaita - Mariano González - Claudio López - Lisandro López - Pedro Manfredini | - César Luis Menotti - Diego Milito - Sergio Romero - Humberto Maschio - Milován Mirošević | - Julio Olarticoechea - Daniel Onega - José Pastoriza - Rodrigo de Paul - Nicolás Pavlovich | - Rubén Paz - Roberto Perfumo - Javier Pinola - Sebastián Ariel Romero - Diego Simeone | - Enrique Wolff - Luciano Vietto - Sergio Zanetti - Franco Zuculini - Lautaro Martínez |

## Trainer
- Guillermo Stábile (1949–1960)
- Juan José Pizzuti (1965–1969, 1993, 1993)
- Alfio Basile (1978, 1986–1989, 1996–1997, 2011–2012)
- Luis Cubilla (1994)
- Diego Maradona (1995)
- Diego Simeone (2006, 2011)
- Luis Zubeldía (2012–2013)
- Diego Cocca (2014–2015)
- Ricardo Zielinski (2016)
- Eduardo Coudet (2018–2019)
- Fernando Gago (2022–2023)

## Ehemalige Präsidenten
- bis 28. September 2013: Gastón Cogorno[5]